# Segona Divisió 2009/10
Die Segona Divisió 2009/10 war die elfte Spielzeit der zweithöchsten Fußballliga in Andorra. Sie begann am 19. September 2009 und endete am 14. Februar 2010. Am Saisonende stieg der Tabellenerste auf und der Zweitplatzierte hatte noch die Chance über ein Relegationsspiel gegen den Siebten der Primera Divisió aufzusteigen.

## Reguläre Saison

### Tabelle
| Pl. | Verein                    | Sp. | S  | U | N  | Tore    | Diff. | Punkte |
| --- | ------------------------- | --- | -- | - | -- | ------- | ----- | ------ |
| 1.  | Casa Estrella de Benfica  | 14  | 10 | 2 | 2  | 037:150 | +22   | 32     |
| 2.  | FC Jenlai                 | 14  | 9  | 4 | 1  | 044:150 | +29   | 31     |
| 3.  | UE Extremenya             | 14  | 10 | 1 | 3  | 036:160 | +20   | 31     |
| 4.  | FC Lusitanos B            | 14  | 10 | 0 | 4  | 037:110 | +26   | 30     |
| 5.  | FC Rànger’s (A)           | 14  | 5  | 3 | 6  | 028:220 | +6    | 18     |
| 6.  | Atlètic Club d’Escaldes 1 | 14  | 2  | 3 | 9  | 013:370 | −24   | 06     |
| 7.  | Penya Encarnada d’Andorra | 14  | 1  | 0 | 13 | 013:570 | −44   | 03     |
| 8.  | CE Principat B 2          | 14  | 1  | 3 | 10 | 017:520 | −35   | 0      |

| (A) | Absteiger der letzten Saison |

## Kreuztabelle
Die Kreuztabelle stellt die Ergebnisse aller Spiele dieser Vorrunde dar. Die Heimmannschaft ist in der ersten Spalte aufgelistet, die Gastmannschaft in der obersten Reihe. Die Ergebnisse sind immer aus Sicht der Heimmannschaft angegeben.
| 2009/10                   | Atlètic Club d’Escaldes | Casa Estrella de Benfica | UE Extremenya | CE Jenlai | FC Lusitanos B | Penya Encarnada d’Andorra | CE Principat B | FC Rànger’s |
| Atlètic Club d’Escaldes   |                         | 0:3                      | 1:2           | 1:2       | 0:3            | 1:0                       | 1:1            | 1:1         |
| Casa Estrella de Benfica  | 4:0                     |                          | 2:1           | 1:1       | 1:0            | 4:3                       | 6:3            | 2:0         |
| UE Extremenya             | 2:1                     | 2:1                      |               | 2:2       | 1:0            | 5:0                       | 6:0            | 3:1         |
| CE Jenlai                 | 7:0                     | 1:1                      | 3:0           |           | 3:1            | 1:0                       | 5:0            | 3:3         |
| FC Lusitanos B            | 6:1                     | 0:2                      | 3:1           | 4:0       |                | 6:0                       | 3:1            | 3:0         |
| Penya Encarnada d’Andorra | 0:4                     | 0:3                      | 1:5           | 0:9       | 0:2            |                           | 5:2            | 0:6         |
| CE Principat B            | 1:1                     | 2:6                      | 0:3           | 2:6       | 0:3            | 5:3                       |                | 0:4         |
| FC Rànger’s               | 5:1                     | 2:1                      | 1:3           | 0:1       | 1:3            | 4:1                       | 4:1            |             |

## Aufstiegsplayoff

### Abschlusstabelle
| Pl. | Verein                   | Sp. | S | U | N | Tore    | Diff. | Punkte | Bonus | Gesamt |
| --- | ------------------------ | --- | - | - | - | ------- | ----- | ------ | ----- | ------ |
| 1.  | Casa Estrella de Benfica | 6   | 3 | 1 | 2 | 010:100 | ±0    | 10     | 32    | 42     |
| 2.  | FC Lusitanos B           | 6   | 3 | 1 | 2 | 012:800 | +4    | 10     | 30    | 40     |
| 3.  | UE Extremenya (A)        | 6   | 2 | 2 | 2 | 009:800 | +1    | 08     | 31    | 39     |
| 4.  | CE Jenlai                | 6   | 1 | 2 | 3 | 008:130 | −5    | 05     | 31    | 36     |

| (A) | Absteiger der letzten Saison |

## Relegation
Der Siebtplatzierte der Primera Divisió bestritt im Anschluss an die Saison zwei Relegationsspiele gegen den Drittplatzierten der Segona Divisió.
|                                         | Gesamt |                                            | Hinspiel | Rückspiel |
| --------------------------------------- | ------ | ------------------------------------------ | -------- | --------- |
| FC Encamp (Siebter der Primera Divisió) | 5:2    | UE Extremenya (Dritter der Segona Divisió) | 2:1      | 3:1       |